# Монфокон (Эна)
Монфоко́н (фр. Montfaucon) — коммуна во Франции, находится в регионе Пикардия. Департамент коммуны — Эна. Входит в состав кантона Эссом-сюр-Марн. Округ коммуны — Шато-Тьерри.
Код INSEE коммуны — 02505.

## Население
Население коммуны на 2010 год составляло 181 человек.
| 1962 | 1968 | 1975 | 1982 | 1990 | 1999 | 2010 |
| ---- | ---- | ---- | ---- | ---- | ---- | ---- |
| 195  | 161  | 139  | 135  | 163  | 165  | 181  |

## Экономика
В 2010 году среди 112 человек трудоспособного возраста (15—64 лет) 88 были экономически активными, 24 — неактивными (показатель активности — 78,6 %, в 1999 году было 77,1 %). Из 88 активных жителей работали 80 человек (43 мужчины и 37 женщин), безработных было 8 (3 мужчин и 5 женщин). Среди 24 неактивных 8 человек были учениками или студентами, 11 — пенсионерами, 5 были неактивными по другим причинам.